# Chahains

Chahains este o comună în departamentul Orne, Franța. În 1 ianuarie 2022 avea o populație de 82 de locuitori.